# Граховский, Александр Адамович
Александр Адамович Граховский (6 марта 1938, д. Дубрава, Жлобинский район, Гомельская область, Белорусская ССР, СССР — 22 июля 1991, Гомель, Белорусская ССР, СССР) — советский белорусский партийный и государственный деятель. Председатель Гомельского облисполкома (1985—1989). Первый секретарь Гомельского обкома КП Беларуси (1989—1991).

## Биография
Член КПСС с 1962 г. В 1968 г. заочно окончил Белорусскую сельскохозяйственную академию (инженер-механик сельского хозяйства), в 1981 г. — Академию общественных наук при ЦК КПСС.
- 1959—1960 гг. — механик колхоза «Советская Белоруссия» Калинковичского района Гомельской области,
- 1960—1961 гг. — механик по сельскохозяйственным машинам совхоза «Голевичи» Калинковичского района Гомельской области,
- 1961 г. — заведующий ремонтной мастерской,
- 1961—1964 гг. — главный инженер совхоза «Дудичи» Калинковичского района Гомельской области,
- 1964—1965 гг. — главный инженер совхоза «Калинковичский»,
- 1965—1968 гг. — управляющий Ельским районным объединением «Сельхозтехника»,
- 1970—1971 гг. — второй секретарь Буда-Кошелевского райкома Гомельской области,
- 1971—1974 гг. — председатель Буда-Кошелевского райисполкома,
- 1974—1979 гг. — заместитель министра сельского хозяйства Белорусской ССР,
- 1979—1981 гг. — слушатель Академии общественных наук при ЦК КПСС,
- 1981—1983 гг. — заместитель председателя Государственного комитета Белорусской ССР по производственно-техническому обеспечению сельского хозяйства,
- июнь-декабрь 1983 г. — заместитель министра сельского хозяйства Белорусской ССР — председатель республиканского производственно-научного обхъединения по агрохимическому обслуживанию сельского хозяйства «Белсельхозхимия»,
- 1983—1985 гг. — первый заместитель председателя Гомельского облисполкома — председатель совета агропромышленного объединения,
- 1985—1989 гг. — председатель Гомельского облисполкома,

С 1989 г. — первый секретарь Гомельского обкома. С 1990 г. — председатель Гомельского облсовета.
Член ЦК КПСС (1990—1991). Народный депутат СССР от Речицкого национально-территориального избирательного округа № 88 Белорусской ССР.
Похоронен на Восточном кладбище в Минске.

## Награды и звания
Награждён орденами Ленина, двумя орденами Трудового Красного Знамени, орденом «Знак Почета» и двумя медалями.